# Cascades de Gimel
Les cascades de Gimel sont une des principales attractions touristiques du Limousin. C'est une succession de trois chutes d'eau, sur la Montane, affluent de la Corrèze, situées sur la commune de Gimel-les-Cascades, à onze kilomètres au nord-est de Tulle. Le site fut en 1912 l'un des premiers sites naturels classés en France.
Les trois chutes sont le Grand saut (45 m), la Redole (38 m) et, la plus haute, la Queue de cheval, qui plonge de plus de 60 mètres dans le gouffre de l'Inferno.
Elles sont situées dans une propriété privée, le Parc Vuillier. On y accède en passant par un bar-billetterie puis par un sentier aménagé. Le circuit dure environ une heure. Une quatrième cascade se situe en aval du parc.
C'est Gaston Vuillier qui a fait connaître les cascades de Gimel, à la fin du XIXe siècle, et qui milita pour leur sauvegarde.

## Galerie de photos

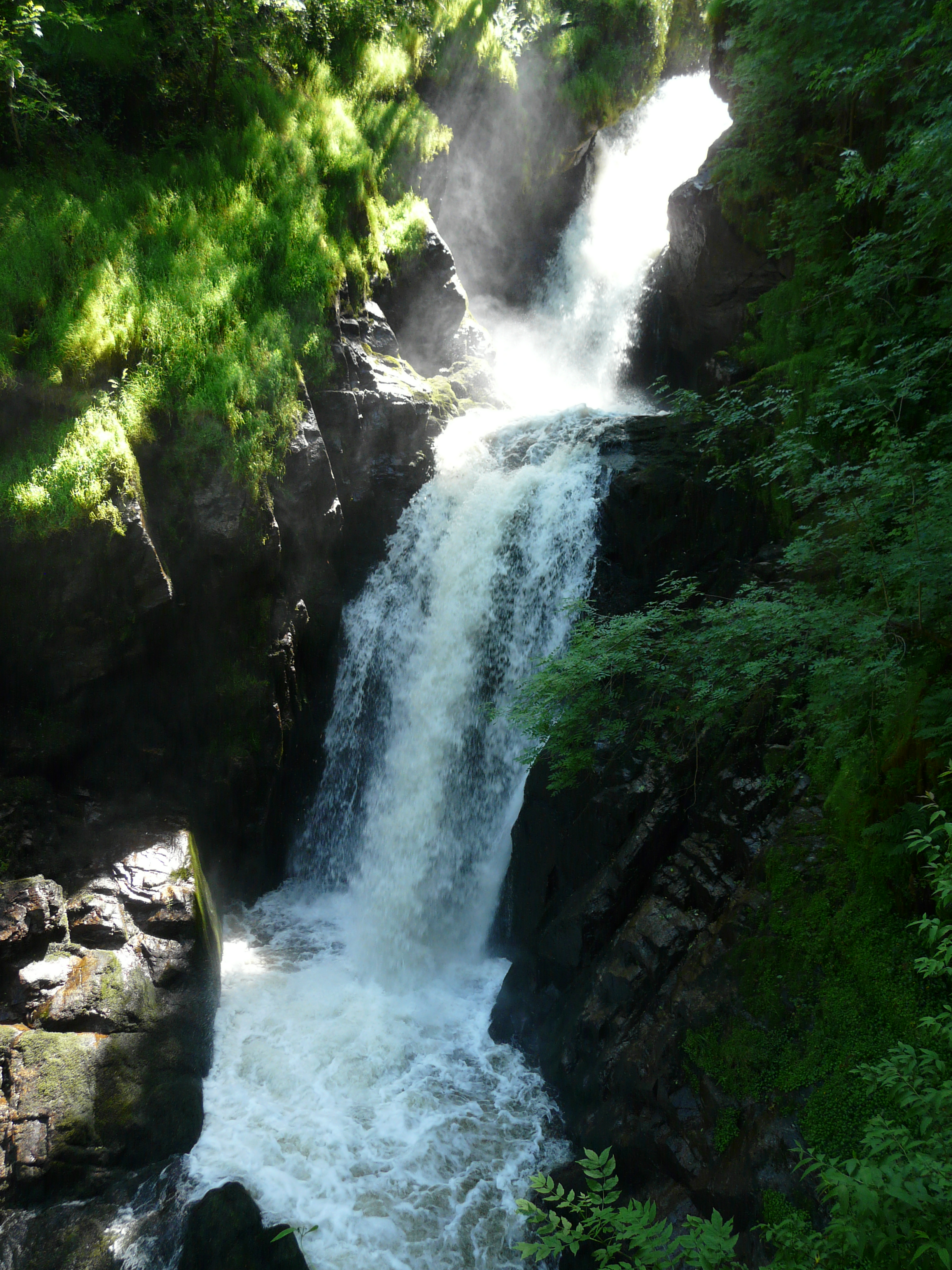
Le Grand saut.
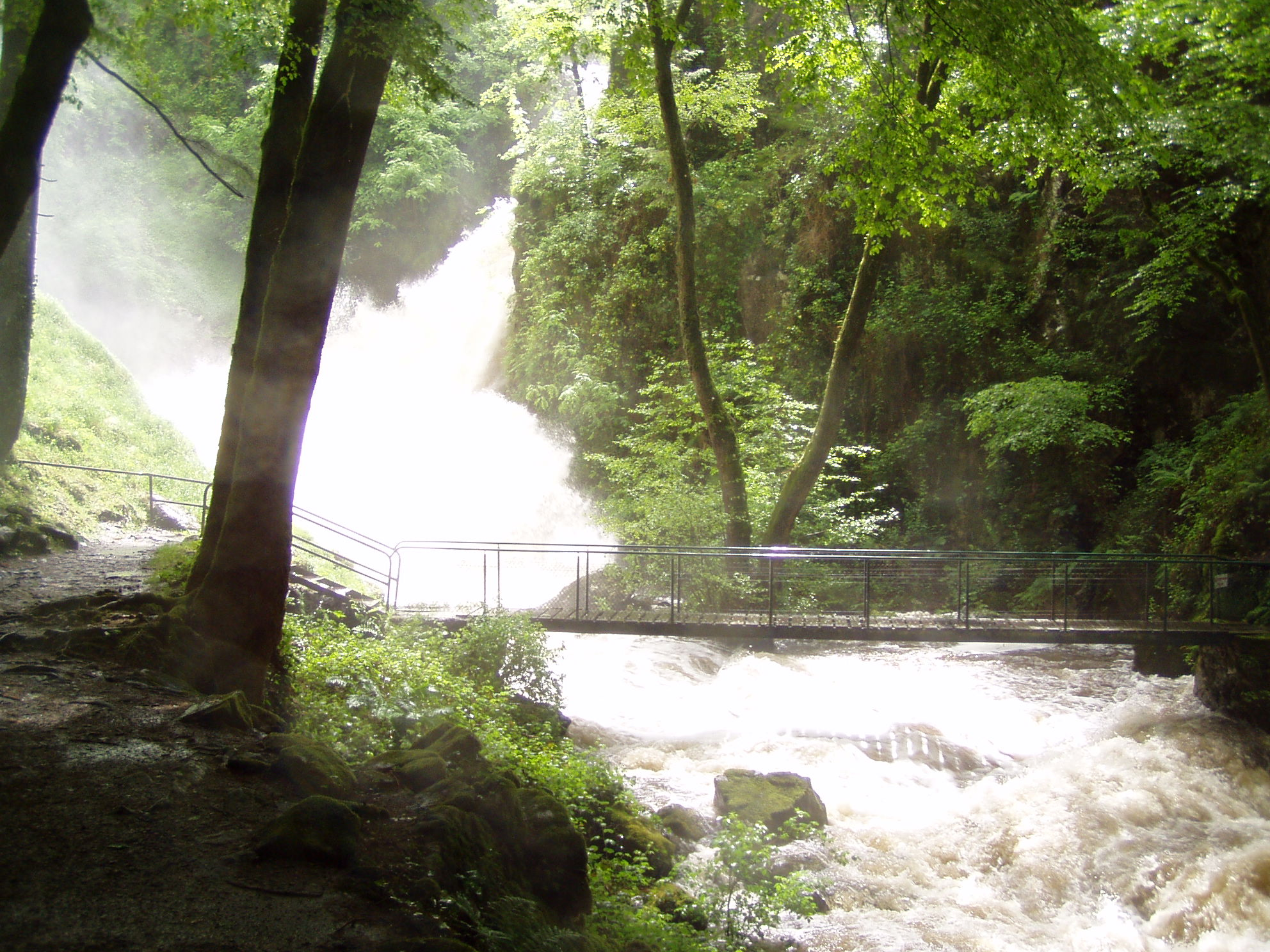
La Redole et le pont de la Redole.
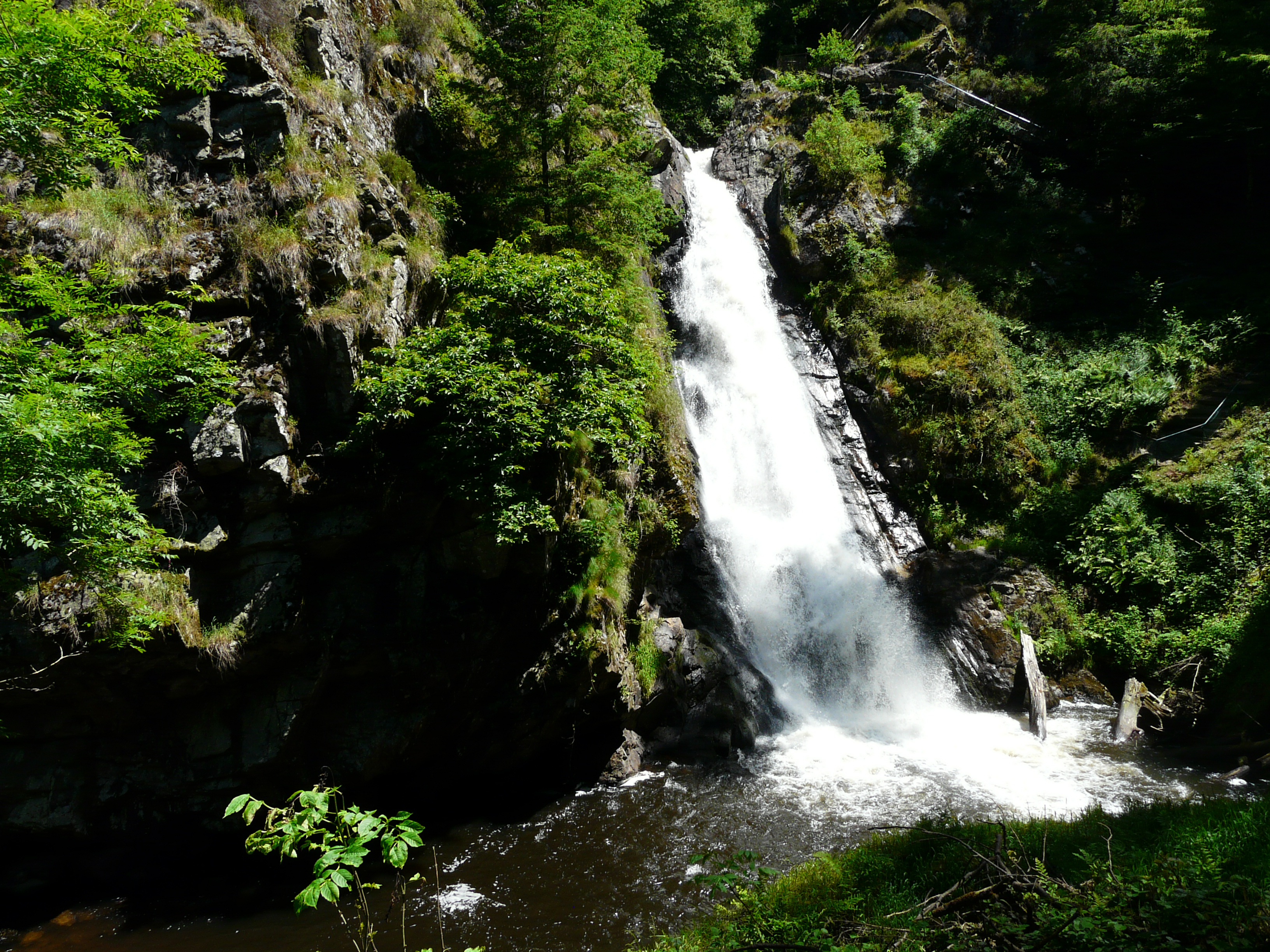
La Queue de cheval.
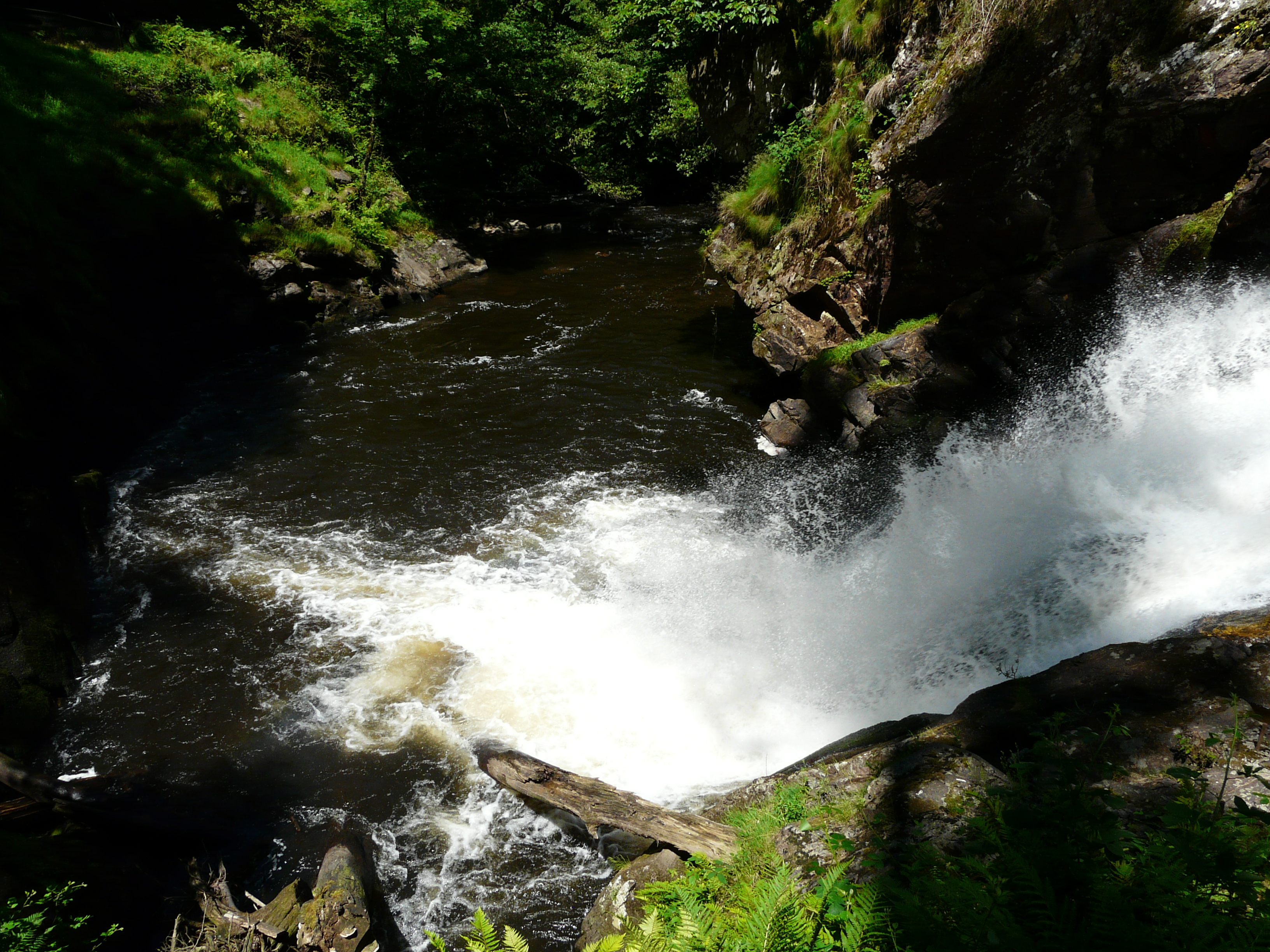
La Queue de cheval se déverse dans le gouffre de l'Inferno.